# Riccardo Chailly
Riccardo Chailly (IPA: [ʃɑ.i]) (Milà, 20 de febrer de 1953) és un director d'orquestra italià. Va iniciar la seua carrera com a director d'òpera i gradualment va ampliar el seu repertori vers la música simfònica.

## Biografia
Chailly va nàixer al si d'una família musical. Va estudiar composició amb son pare, Luciano Chailly. Va estudiar als conservatoris de Perusa i Milà. Posteriorment va estudiar direcció orquestral amb Franco Ferrara. De jove va tocar la bateria en una banda de rhythm-and-blues.
Als vint anys va ser elegit com a director ajudant de Claudio Abbado a La Scala. Va debutar-hi l'any 1978 i aviat va ser reclamat pels millors teatres, fent aparicions a l'Òpera de l'Estat de Viena, el Metropolitan Opera, la Royal Opera House, Covent Garden, el Festival de Salzburg i l'Òpera de l'Estat de Baviera.
Entre 1982 i 1988 va ser Director Principal de l'Orquestra Simfònica de la Ràdio de Berlín i entre 1983 i 1986 Principal Director Invitat de l'Orquestra Filharmònica de Londres. Entre 1986 i 1993 va dirigir el Teatro Comunale de Bolonya.
Va fer el seu debut amb l'Orquestra Reial del Concertgebouw d'Amsterdam l'any 1985. Entre 1988 i 2004 va ser-ne el Director en cap, dedicant-s'hi a la interpretació del repertori simfònic tradicional, i especialment d'Anton Bruckner i Gustav Mahler, amb els quals l'orquestra havia guanyat notorietat, però també va ampliar el repertori amb música contemporània. Entre altres notables projectes, Chailly dirigí l'any 1995 el Festival Mahler en commemoració del centenari del primer concert de Mahler al Concertgebouw. També va dirigir òpera a Amsterdam, tant amb l'Orquestra Reial del Concertgebouw en la gala-matinée anual de Nadal com amb De Nederlandse Opera, amb la qual va fer el seu comiat operístic d'Amsterdam amb una producció del Don Carlos de Giuseppe Verdi. S'ha dit que Chailly decidí l'any 2002 deixar l'Orquestra Reial del Concertgebouw en ser-li oferta una pròrroga del contracte de només 2 anys, en lloc dels 5 anys que ell sol·licitava.
L'any 1986, Chailly va debutar amb l'Orquestra del Gewandhaus de Leipzig al Festival de Salzburg. L'agost de 2005 va traslladar-se a Leipzig com a Director Principal d'aquesta orquestra i Director Musical General de l'Òpera de Leipzig. El seu contracte el compromet inicialment fins a l'any 2010. Té un contracte discogràfic en exclusiva amb Decca, per a la qual ha enregistrat els cicles complets de les simfonies de Gustav Mahler i Anton Bruckner. Més recentment, amb l'Orquestra del Gewandhaus, ha realitzat enregistraments d'obres de Felix Mendelssohn, Johannes Brahms i de les simfonies de Robert Schumann en la re-orquestració de Gustav Mahler.
Als Estats Units d'Amèrica, Chailly ha estat invitat a dirigir l'Orquestra Simfònica de Chicago, l'Orquestra Filharmònica de Nova York, l'Orquestra de Cleveland i l'Orquestra de Filadèlfia. Ha enregistrat un àlbum amb obres de Dmitri Xostakóvitx amb l'Orquestra de Filadèlfia titulat Shostakovich: The Dance Album i La consagració de la primavera d'Ígor Stravinski amb l'Orquestra de Cleveland. No obstant això, les seues aparicions americanes com a director invitat han estat rares durant anys.